# Korn
Korn (деколи KoRn чи KoЯn) — популярний американський гурт, що грає в стилі альтернативний метал. Нині до складу гурту входять: Munky (гітара), Jonathan Davis (вокал), Браян «Head» Велч (гітара), Fieldy (бас-гітара) і Ray Luzier (барабани)

## Історія

### Утворення гурту
Гурт було утворено у 1993 році. Його основу склали вихідці із L.A.P.D., що розпався  — Філді, Манкі та Девід. Згодом до складу Korn увійшов Гед. Проте залишалася проблема із кандидатурою на роль вокаліста колективу. Врешті ним став Джонатан Девіс, який перед тим виступав у складі Sex Art.

### Творчий шлях
11 жовтня 1994 року гурт презентує свій однойменний альбом «Korn». Альбом не здобув надзвичайної популярності, проте завдяки бурхливій концертній діяльності, гурт отримав багатьох прихильників як в США, так і поза його межами.
Через 2 роки, 15 жовтня 1996 року, гурт презентував свій новий альбом «Life Is Peachy». Korn продовжував активно таврувати шлях своєму новому стилю, аналогів якому не було на той час. Основними елементами цього стилю стали емоційний вокал, що місцями доходив до мажорного скету, енергійні хіп-хоп ритми та досить незвичайна гра басиста гурту Філді слеп-технікою. Як наслідок, Korn здобув нечуваний успіх та широку популярність.
У червні 1998 року учасники гурту заснували власний тур по Північній Америці «Family Values Tour», а вже через 2 місяці, 18 серпня 1998 року, анонсували третій за ліком альбом — «Follow The Leader», що без сумнівно став проривом не лише для своїх авторів, але й для стилю нью-метал в цілому. Альбом п'ять разів ставав платиновим і розійшовся тиражем понад 10 млн копій по всьому світу. Відтепер Korn стали дійсно популярними. Того ж року їм було присуджено звання «Best Hard-Rock/Metal Band of the Year of the Year» за версією журналу «Rolling Stone».
Липень 1999 року надовго запам'ятався фанатам гурту Korn: їхні кумири виступили на тогорічному легендарному фестивалі «Woodstock'99», де до речі відіграли декілька нових пісень із ще не випущеного альбому.
Під кінець 2000 року, вслід за грандіозним концертом Korn у Apollo Theater в Нью-Йорку, світ побачив новий альбом гурту — «Issues». У ньому були відчутні нові експерименти «корнів» над власним стилем: альбом позбувся впливу від таких музичних напрямів як хіп-хоп та грандж, а здобув важче звучання, елементи Industrial Rock, Trans.
Альбом «Untochables» побачив світ 11 червня 2002 року і знову неабияк здивував широкий загал. Усі треки альбому мали надважке, низьке звучання. І знову це було немов новою сторінкою в жанрі.
21 листопада 2003 року Korn презентує свій шостий студійний альбом — «Take A Look In The Mirror». Відтепер гурт повернувся до витоків власного музичного стилю — протягом усього альбому відчувається неабияка агресія, повернувся звичніший для «корнофанів» слеп Філді. Успіх нової платівки був настільки великим, що вже через місяць альбом стає платиновим.
22 лютого 2005 року стало першим «чорним» днем в історії гурту — Хед оголошує про наміри залишити Korn, мотивуючи це бажанням залишити свій аморальний спосіб життя та звернутись до Господа Бога, і стати нарешті належним батьком для своєї доньки.
6 грудня 2005 року Korn випускають свій новий альбом «See You On The Other Side». Уже вкотре гурт привносив у власну музику щось нове. Попри свій успіх, альбом був неоднозначно сприйнятий фанатами. Ходили чутки, що з вибуттям Хеда Korn піде до низу чи взагалі закінчить своє існування. Чутки про можливий розпад посилились після того, як під кінець 2006 року Девід Сільверія приймає рішення тимчасово покинути гурт через творчу кризу.
Проте Korn не здалися. Долучивши до роботи над новим альбомом ударника Террі Боцціо, хлопці уже 31 липня 2007 року презентують своє нове творіння — восьмий за ліком альбом «Untitled» уже в перший тиждень розійшовся тиражем понад 125 тис. копій. Музика Korn здобула готичності та абсолютно нового звучання.
Джонатан Девіс недавно заявив, що після того, як гурт завершить «Escape from the Studio Tour» навесні 2009, він матиме змогу вернутися у студію та почати записувати пісні з іншими учасниками гурту Філді, Манкі, та Рей, що вже їх написали.
У 2010 році виходить альбом «Korn III: Remember Who You Are».
Учасники гурту продовжували бурхливу концертну діяльність, гастролюючи по всьому світу, зокрема пропагуючи власний «Family Values Tour», долучаючи до нього щороку все нових і нових учасників. За словами Джонатана Девіса гурт не буде полишатиме експериментів над власним стилем і ще не раз здивує світову спільноту.
Зокрема, сам Джонатан нещодавно закінчив свій перший сольний тур.
13 липня 2010 року Korn випускають свій новий альбом «Korn III - Remember Who You Are». 2 вересня 2010 року виходить другий кліп цього альбому Let The Guilt Go.

## Дискографія

### Студійні альбоми
- Korn (1994)
- Life Is Peachy (1996)
- Follow the Leader (1998)
- Issues (1999)
- Untouchables (2002)
- Take a Look in the Mirror (2003)
- See You on the Other Side (2005)
- Untitled (2007)
- Korn III — Remember Who You Are (2010)
- The Path of Totality (2011)
- The Paradigm Shift (2013)
- The Serenity of Suffering (2016)
- The Nothing (2019)
- Requiem (2022)

## Відеографія
| - Blind - Clown - Faget - Shoots and Ladders - A.D.I.D.A.S. - No Place to Hide - Freak On A Leash - Got The Life - Make Me Bad - Somebody Someone - Falling Away From Me - Here To Stay - Here to Stay (Performance Version) | - Thoughtless (Performance Version) - Thoughtless - Alone I Break - Right Now Black Is The Soul - Did My Time - Y'all Want a Single - Everything I've Known - Another Brick in the Wall - Word Up! - Twisted Transistor - Coming Undone - Politics - Evolution - Hold On - Haze - Oildale (Leave Me Alone) - Let The Guilt Go | - Never Never - Love & Meth - Rotting in Vain - Insane - Black Is The Soul - A Different World - Take Me - You'll Never Find Me - Cold - Can You Hear Me - Finally Free - Start The Healing - Worst Is On Its Way |